# جیمز وودارد
جیمز وودارد (انگلیسی: James Woodard؛ زادهٔ ۲۴ ژانویهٔ ۱۹۹۴) بازیکن بسکتبال اهل ایالات متحده آمریکا است.